# Seven Heaven
『Seven Heaven』（セブン・ヘヴン）は、チェッカーズ7枚目のアルバム。1989年7月19日、ポニーキャニオンより発売。2004年3月17日にCDのみ再リリース。

## 解説
前作から1年振りのアルバム。先行シングルを2曲収録。タイトルの由来は7枚目のアルバムからSEVENが先ず浮かび、そこからつなげる単語として韻を踏んだHEAVENを組み合わせ付けた。初盤CDのアートワークは豪華BOXパッケージ。ブックレットは、メンバー全員が雪のような白い粉を纏っている写真が掲載。

## 収録曲
| 全作詞: 藤井郁弥、全編曲: CHECKERS FAM.。 |                                                   |           |            |      |
| #                                         | タイトル                                          | 作詞      | 作曲       | 時間 |
| 1.                                        | 「Welcome to my planet earth!!」                  | 藤井郁弥  | 武内享     | 4:46 |
| 2.                                        | 「IT'S ALRIGHT」                                  | 藤井郁弥  | 武内享     | 4:41 |
| 3.                                        | 「Prologue」                                      | 藤井郁弥  | 鶴久政治   | 3:52 |
| 4.                                        | 「That's why my darling」                         | 藤井郁弥  | 武内享     | 4:54 |
| 5.                                        | 「Room」                                          | 藤井郁弥  | 鶴久政治   | 4:11 |
| 6.                                        | 「HEART IS GUN～ピストルを手に入れた夜～」        | 藤井郁弥  | 大土井裕二 | 4:00 |
| 7.                                        | 「80%」                                           | 藤井郁弥  | 鶴久政治   | 3:48 |
| 8.                                        | 「素直にI'm Sorry」(ストリングスアレンジ: 井上鑑) | 藤井郁弥  | 藤井尚之   | 4:37 |
| 9.                                        | 「Love Song」                                     | 藤井郁弥  | 武内享     | 5:07 |
| 10.                                       | 「サ・ヨ・ウ・ナ・ラ」                            | 藤井郁弥  | 大土井裕二 | 5:34 |
| 合計時間:                                 | 合計時間:                                         | 合計時間: | 45:30      |      |

### 楽曲解説
1. Welcome to my planet earth!!
16ビートを目指したものの結局は8ビートになってしまい、メンバーは自分達の力不足を痛感した曲であるという。
2. IT'S ALRIGHT
高杢がリードボーカル。間奏では徳永以外の6人がフォーメーションダンスを見せた。
3. Prologue
シングル「Jim&Janeの伝説」のプロローグ。
4. That's why my darling
イントロとラストの口笛は尚之。
5. Room
20枚目のシングル。
6. HEART IS GUN～ピストルを手に入れた夜～
コンサートでは後半のロックンロールメドレーやアンコールでよく演奏された。
曲中で郁弥が他のメンバーを銃で撃ち殺していく寸劇が行われていた。
7. 80%
鶴久がリードボーカル。間奏では6人が三猿をモチーフにしたダンスをしていた。
8. 素直にI'm Sorry
19枚目のシングル。
フミヤが2002年10月9日発売のセルフカバーアルバム「Re Take」にてセルフカバー。
9. Love Song
10. サ・ヨ・ウ・ナ・ラ
子供のコーラスは素人らしさを出すため「ポニーキャニオンの誰さんの子供とかの、そこらへんのガキ」を使ったとのこと。